# المدانون في أستراليا

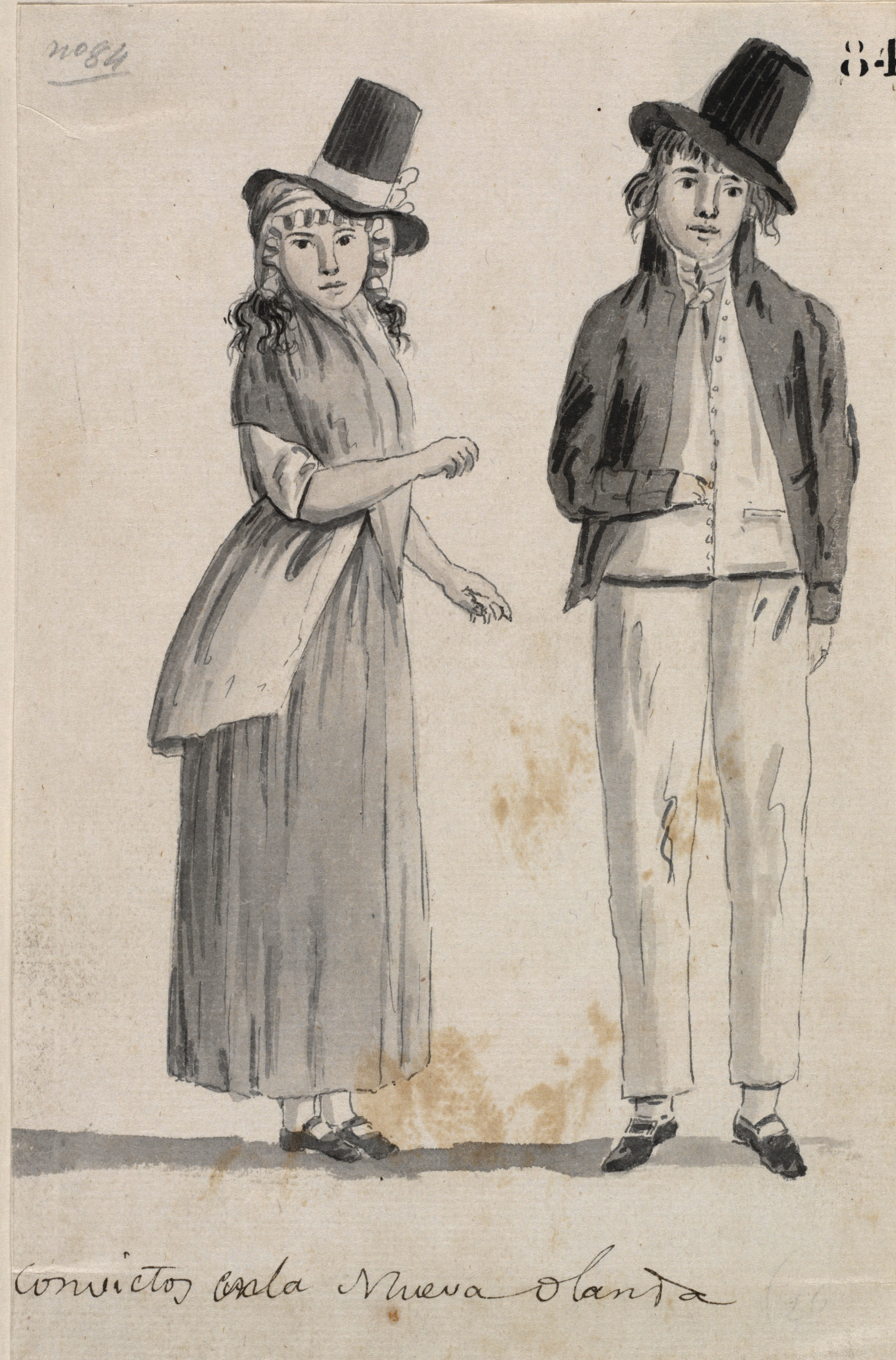

بين عامي 1788 و1868 نُقل حوالي 162 ألف مُدان من بريطانيا وأيرلندا إلى المستعمرات الجزائية المختلفة في أستراليا.
بدأت الحكومة البريطانية بنقل المدانين خارج الحدود إلى المستعمرات الأمريكية في بدايات القرن السابع عشر. عندما انتهى نقل المدانين مع بداية الثورة الأمريكية، ظهرت الحاجة لموقع بديل لإزالة الاكتظاظ الزائد للسجناء وسفن نقل السجناء. بدايةً في عام 1770، رخص وادّعى جيمس كوك أن الساحل الشرقي لأستراليا تعود ملكيته لبريطانيا. اختارت بريطانيا أستراليا بصفتها مستعمرة جزائية، ساعيةً لسبق الإمبراطورية الفرنسية الاستعمارية في التوسع في المنطقة، وفي عام 1787، أبحر أول أسطول لسفن المدانين من خليج بوتاني ووصل في العشرين من يناير عام 1788 إلى سيدني في ولاية نيو ساوث ويلز أول مستوطنة أوروبية في القارة. أسست مستعمرات جزائية أخرى لاحقًا في أرض فان ديمين (تاسمانيا) عام 1803 وفي كوينزلاند عام 1824 بينما أسست أستراليا الغربية عام 1829 بصفتها مستعمرة حرة وبدأت استقبال المدانين بدايةً من عام 1850. بقيت أستراليا الجنوبية وفيكتوريا التي أسست عامي 1836 و1850 على التوالي، مستعمرات حرة. بلغ النقل الجزائي إلى أستراليا ذروته في ثلاثينيات القرن التاسع وتراجع بشكل ملحوظ في العقد التالي بعد اندلاع المظاهرات ضد النظام الجزائي في جميع أنحاء المستعمرات. في عام 1868، وبعد ما يقارب العقدين من توقف النقل إلى الساحل الشرقي، وصلت آخر سفينة مدانين إلى أستراليا الغربية.
نُقل أغلبية المدانين لارتكابهم جُنحًا (جرائم صغيرة). أصبحت الجرائم الأكثر خطورة مثل الاغتصاب والقتل، جرائمًا تستدعي النقل في ثلاثينيات القرن التاسع عشر، ولكن بما أن عقاب تلك الجرائم كان الموت، وبشكل مقارن نجد أن قلة من المدانين نُقلوا لارتكابهم تلك الجرائم. كان هناك امرأة واحدة بين كل سبعة مدانين تقريبًا، وشكل السجناء السياسيون وهم مجموعة أقلية أغلب المدانين الأشهر. بمجرد الانعتاق من الإدانة، بقي معظم المدانين في أستراليا وانضموا إلى المستوطنين الأحرار وارتفع بعضهم إلى مستويات مميزة في المجتمع الأسترالي. ومع ذلك، حملت الإدانة وصمةً اجتماعية، وبالنسبة لبعض الأستراليين اللاحقين، طبعت أصول الأمة الإدانية حسًا بالعار وبعقدة الخواجة. أصبحت تلك السلوكيات مقبولةً أكثر في القرن العشرين وتُعتبر حاليًا من قبل الكثير من الأستراليين سببًا للاحتفال أن يملكوا مُدانًا في شجرة العائلة. يتحدر حوالي 20% من الأستراليين المعاصرين، بالإضافة إلى مليوني بريتوني، من مُدانين منقولين. أثر عصر الإدانة على روايات وأفلام وأعمال ثقافية أخرى شهيرة، ودُرس الامتداد الذي شكل الشخصية الأسترالية الوطنية من قبل العديد من الكتّاب والمؤرخين.

## أسباب النقل
وفقًا لروبرت هيوز في كتابه «الشاطئ القاتل»، بدأ عدد سكان إنجلترا وويلز، الذي ظل ثابتًا عند 6 ملايين من 1700 إلى 1740، بالارتفاع بشكل كبير بعد عام 1740. بحلول الثورة الأمريكية، كانت لندن مكتظة ومليئة بالعاطلين عن العمل، وانتشر الجن الرخيص في شوارعها. كان الفقر والظلم الاجتماعي وعمالة الأطفال والظروف المعيشية القاسية والقاسية وساعات العمل الطويلة سائدة في بريطانيا في القرن التاسع عشر. لعل روايات ديكنز ترسم أفضل صورة لذلك الواقع؛ حتى أن بعض المسؤولين الحكوميين شعروا بالرعب مما رأوه. في عامي 1833 و1844، أصدرت أول القوانين العامة ضد عمالة الأطفال (قوانين المصنع) في المملكة المتحدة. أصبحت الجريمة مشكلةً متفاقمة، وفي عام 1784، أشار مراقب فرنسي إلى أنه من غروب الشمس حتى الفجر، أصبحت ضواحي لندن مرتعًا للعصابات بمحيط عشرين ميلًا.
كان لكل أبرشية حارس، لكن المدن البريطانية لم يكن لديها قوات شرطة بالمعنى الحديث. روج جيريمي بنتهام بشغف لفكرة السجن الدائري، لكن الكثير من المسؤولين الحكوميين اعتبروا السجن بمثابة مفهوم أمريكي غريب. قُبض على جميع المخالفين من قبل المخبرين أو قدم ضحاياهم شكاوى أمام المحاكم المحلية. وفقًا لما يسمى بالقانون الدموي، في سبعينيات القرن التاسع عشر، كانت هناك 222 جريمة في بريطانيا كانت تتوجب عقوبة الإعدام، وجميعها تقريباً كانت جرائم ضد الممتلكات. وتشمل هذه الجرائم سرقة البضائع التي تزيد قيمتها عن 5 شلن وقطع شجرة وسرقة حيوان وحتى سرقة أرنب من جحر تربية الأرانب.
أدت الثورة الصناعية إلى زيادة في الجرائم البسيطة بسبب النزوح الاقتصادي لكثير من السكان، ما زاد الضغط على الحكومة لإيجاد بديل للحبس في السجون المكتظة. كان الوضع مريعًا للغاية إذ استُخدمت سفن نقل المحبوسين التي خلفتها حرب السنوات السبع كسجون عائمة مؤقتة. كان أربعة من كل خمسة سجناء محبوسين بتهمة السرقة. ألغي القانون الدموي تدريجياً في القرن التاسع عشر لأن القضاة والمحلفين اعتبروا عقوباته قاسيةً للغاية. بقي المشرعون مصرين على تنفيذ عقوبات لردع المجرمين المحتملين، لذا طبقوا بشكل متزايد النقل كبديل أكثر إنسانية عن الإعدام. استُخدمت وسائل النقل كعقوبة لكل من الجرائم الكبرى والصغيرة منذ القرن السابع عشر. نُقل حوالي 60 ألف مُدان إلى المستعمرات البريطانية في أمريكا الشمالية في القرنين السابع عشر والثامن عشر. توقف النقل إلى الأمريكيتين بعد هزيمة بريطانيا في الحرب الثورية الأمريكية. لم يتأكد أحد من عدد المدانين الذين نُقلوا إلى أمريكا الشمالية على الرغم من أن جون دونمور لانج قدّر عددهم بنحو 50 ألفًا بينما قال توماس كينيلي ان عددهم حوالي 120 ألف. حصلت مستعمرة ميريلاند الأمريكية البريطانية على أكبر حصة من المدانين من أي مقاطعة أخرى.

## المستوطنات الجزائية

### نيو ساوث ويلز
بُحث في بدائل للمستعمرات الأمريكية واقتُرح الساحل الشرقي لهولندا الجديدة المكتشفة والموضوعة على الخريطة حديثًا. جعلت التفاصيل التي قدمها جيمس كوك خلال رحلته إلى جنوب المحيط الهادئ في عام 1770 المنطقة المُكتشفة حديثًا الأنسب لنقل المدانين.
في 18 أغسطس 1786، اتُخذ قرار بإرسال مجموعة استعمارية من المدانين والعسكريين والمدنيين إلى خليج بوتاني تحت قيادة الأدميرال آرثر فيليب الذي كان من المقرر أن يكون حاكم المستعمرة الجديدة. كان هناك 775 مدان على متن ست سفن نقل. كان برفقتهم مسؤولون وأعضاء من الطاقم ومشاة البحرية وعائلاتهم وأطفالهم الذين بلغ مجموعهم 645. في المجموع، أرسلت إحدى عشرة سفينة فيما أصبح يعرف باسم الأسطول الأول. بخلاف وسائل النقل المدانين، كان هناك سفينتين من البحرية مرافقة للأسطول وثلاثة سفن تخزين. تجمع الأسطول في بورتسموث وأبحر في 13 مايو 1787.
وصل الأسطول إلى خليج بوتاني في 20 يناير 1788. أصبح من الواضح وبصورة سريعة أنه من غير المناسب إنشاء مستعمرة بسبب انفتاح هذا الخليج ورطوبة التربة والتي من المحتمل أن تؤثر بشكل غير صحي على المنقولين لذا قرر فيليب فحص بورت جاكسون، وهو خليج ذكره الكابتن كوك، ويبعد حوالي ثلاثة فراسخ نحو الشمال. في 22 كانون الثاني، أبحرت بعثة صغيرة يقودها فيليبس إلى بورت جاكسون، ووصلت في وقت مبكر من بعد الظهر:
«ظهر هنا كل الندم الناجم عن خيبات الأمل السابقة؛ وكان الحاكم فيليب يشعر بالرضا لإيجاد واحد من أرقى الموانئ في العالم، والتي قد تُبحر فيها ألف سفينة مصطفةً في أمان تام. فُحص كل محيط هذا المرفأ بكل رحلة استكشافية ممكنة، وأعطيت الأفضلية لرحلة استكشافية اكتشفت أفضل ينابيع الماء، والتي يمكن أن ترسو فيها السفن بالقرب من الشاطئ، بحيث يمكن بناء رصيف صغير للغاية التي قد تفرغ فيه السفن الأكبر حمولتها. يبلغ طول هذا الطوق حوالي 800 متر و400 متر عند المدخل. تكريما للورد سيدني، كرمه المحافظ بتسمية الطوق باسمه ليصبح طوق سيدني.»